# Флинн, Эдвард Джозеф
Эдвард Джозеф Флинн (англ. Edward Joseph Flynn; 22 сентября 1891, Бронкс, Нью-Йорк — 18 августа 1953, Дублин, Ирландия) — американский юрист и политик; выпускник юридической школы Фордхэма, ключевой деятель Демократической партии в середине XX века, стал известен жестким контролем над организацией демократов Бронкса с 1922 года; был избран членом Ассамблеи штата Нью-Йорк в 1918—1921 годах; член Национального демократического комитета в Нью-Йорке (1930—1953) и председатель Национального комитета Демократической партии (1940—1943). Политический партнер президента США Франклина Рузвельта — неоднократно отказывался от работы в президентской администрации; сопровождал Рузвельта на Ялтинской конференции. Американское сленговое выражение англ. In like Flynn, означающее «быстро или легко достичь цели», ряд исследователей связывает с деятельностью Эдварда Флинна.

## Работы
- You’re the Boss (1947)